# Paltostoma superbiens
Paltostoma superbiens är en tvåvingeart som beskrevs av Ignaz Rudolph Schiner 1866. Paltostoma superbiens ingår i släktet Paltostoma och familjen Blephariceridae.
Artens utbredningsområde är Colombia. Inga underarter finns listade i Catalogue of Life.